# Bài thuyết pháp của Piotr Skarga
Bài thuyết pháp của Piotr Skarga hoặc Bài thuyết pháp của Skarga (tiếng Ba Lan: Kazanie Skargi) là một bức tranh sơn dầu khổ lớn của Jan Matejko, hoàn thành vào năm 1864 và hiện đang trưng bày ở Bảo tàng quốc gia Warszawa ở Ba Lan. Bức tranh mô tả một bài thuyết pháp chính trị của linh mục Dòng Tên là Piotr Skarga. Ông là nhân vật quan trọng trong cuộc Cải cách Phản đối ở Ba Lan, nơi mà ông lên án việc giới thượng lưu Ba Lan vì đã bỏ qua lợi ích quốc gia. Bài thuyết pháp của Skarga là một bức tranh mang đậm dấu ấn cá nhân của Matejko, khi nó vừa cho ta thấy chân dung của nhân vật lịch sử vừa khắc hoạ bối cảnh của thời kì đó. Điều này tương đồng với bức chân dung tự hoạ nhân vật Skarga, đó cũng là yếu tố làm nên sự thành công của bức tranh.

## Lịch sử
Matejko hoàn thành bức tranh vào tháng 5 năm 1864. Với kích thước hơn 8 mét vuông (86 foot vuông), bức tranh lớn hơn nhiều lần so với bất kỳ tác phẩm nào trước đây của Matejko. Buổi ra mắt của bức tranh giống như buổi giới thiệu phim điện ảnh khi thu hút sự một lượng lớn khán giả. Ngay sau đó Bá tước Maurycy Potocki mua lại bức tranh với giá 10.000 guldens. Hiện nay bức tranh trưng bày ở phòng triển lãm của Hiệp hội những người bạn của Mỹ thuật Kraków (Towarzystwo Przyjaciół Sztuk Pięknych w Krakowie).

## Thành phần và ý nghĩa
Bức tranh phản ánh thực trạng xã hội Ba Lan những năm đầu thế kỉ 17 trong bối cảnh xung đột gay gắt giữa những nhà quyền thế và các vị vua được bầu chọn của Nhà Vasa, với một tầng lớp quý tộc kiêu hãnh và ích kỷ. Khi đó lời kêu gọi cải cách của cá nhân như Skarga sẽ đi vào quên lãng. Chính lúc đó, tác phẩm của Matejko trở thành một trong những yếu tố chính tạo nên "huyền thoại về Piotr Skarga", giúp Jesuit đạt được danh tiếng lâu dài ở Ba Lan. Mặc dù tác phẩm của Matejko phù hợp với thể loại hội họa lịch sử, nhưng với tác phẩm này, ông cho thấy sự tuân thủ tính chính xác của lịch sử và tập trung vào việc gửi gắm những thông điệp quan trọng.
Bức tranh phác hoạ chân dung Piotr Skarga, một tu sĩ Dòng Tên, đang nói về bài thuyết pháp trong tiền sảnh của Nhà thờ chính tòa Wawel. Hình ảnh Piotr Skarga có thể nhìn thấy ở phía trên bên phải, phủ màu đen, với hai bàn tay nâng lên, dừng lại ở giữa bài phát biểu. Skarga là nhân vật ở trạng thái "động" duy nhất trong bố cục bức tranh trong khi tất cả các cá thể khác được thể hiện trong trạng thái "tĩnh". Tiêu đề bức tranh gợi ý chủ đề bài phát biểu của Skarga là phê bình nổi tiếng của ông đối với chính phủ Ba Lan và một lời tiên tri về sự sụp đổ. Tuy nhiên, trên thực tế, không có bằng chứng nào cho thấy tác phẩm của Skarga đã từng được chuyển tải dưới dạng một bài thuyết pháp thực sự.
Matejko thể hiện vai trò lịch sử của những người tham gia nghe buổi thuyết pháp một cách tinh tế thông qua tư thế và nét mặt họ. Ở trung tâm, các nhà quý tộc Janusz Radziwiłł (1579-1620) (trong chiếc áo choàng vàng), Stanisław Stadnicki, Mikołaj Zebrzydowski, đứng cùng nhau và tỏ sự kiêu ngạo. Jerzy Mniszech, Jan Piotr Sapieha và Janusz Zbaraski ở bên phải của họ dường như đang lắng nghe, điều này trái ngược với một nhà quý tộc lớn tuổi đang ngủ gật gần đó như một lời nhắc nhở rằng hầu hết các quý tộc đều không có hứng thú với vấn đề Skarga đang thảo luận. Ở bên trái của họ, nhà vua, Sigismund III Vasa, dường như cũng không chú ý quá nhiều đến nhà thuyết giáo. Những người còn lại có: con trai của Sigismund, hoàng tử, vua tương lai Władysław IV Vasa, họ đứng phía trên và bên trái nhà vua, còn ở bên phải có hai người phụ nữ - Nữ hoàng Anna Jagiellonka và Halszka Ostrogska. Mọi thứ báo hiệu cho một cuộc nội chiến sắp diễn ra.
Ở phía trên bên trái, Đại Chưởng ấn Jan Zamoyski, một chính trị gia và chỉ huy quân sự thành công đã về già, dường như hiểu được sức hút của những lời nói của Skarga. Bên dưới Zamoyski, tổng giám mục Stanisław Karnkowski trong trang phục màu tím đang cầu nguyện giữa hai thành phố, thủ phủ của các Hiệp hội Hipacy Pociej và rõ ràng là không được thực hiện bởi nhà thờ của Dòng Tên. Còn Mikołaj Wolski thì có thể nhìn thấy giữa hoàng tử và Đại chưởng ấn. Sứ thần Tòa Thánh Germanicus Malaspina, giám mục của San Severo đứng ở phía dưới bên phải của Skarga. Hồng y Enrico Caetani (màu đỏ) được sắp xếp phía dưới Skarga và các phái viên Tây Ban Nha và Áo trông có vẻ đang buồn chán đứng ở phía sau ông.

### Khen ngợi
Vào ngày 5 tháng 11 năm 1864, Matejko đã được bầu làm thành viên của Hiệp hội Khoa học Kraków (Towarzystwo Naukowe Krakowskie) nhờ những đóng góp của ông trong việc xây dựng lại các chủ đề lịch sử được thể hiện trong bức tranh này. Điều này cũng giúp Matejko nổi tiếng không chỉ ở Ba Lan mà ở cả châu Âu. Năm 1865, bức tranh đã được trao huy chương vàng tại cuộc họp văn nghệ sĩ Paris thường niên và nhận nhiều lời khen từ các nhà phê bình Paris. Bức tranh cũng được đặt lên bàn cân với tác phẩm của Paul Delaroche và Louis Gallait, mặc dù nhiều người cho rằng chủ đề lịch sử Ba Lan khá mù mờ, và một số cho rằng bức tranh quá u ám (quá nhiều màu đen và màu tím). Bức tranh này còn được đặt lên bàn cân với bức tranh Phục hồi nghi thức Công giáo của Jan August Hendrik Leys tại Nhà thờ Đức mẹ Đồng trinh Maria ở Antwerp vào năm 1566 do sự tương đồng trong bố cục và chủ đề Cải cách phản đối.